# Pfarrkeßlar

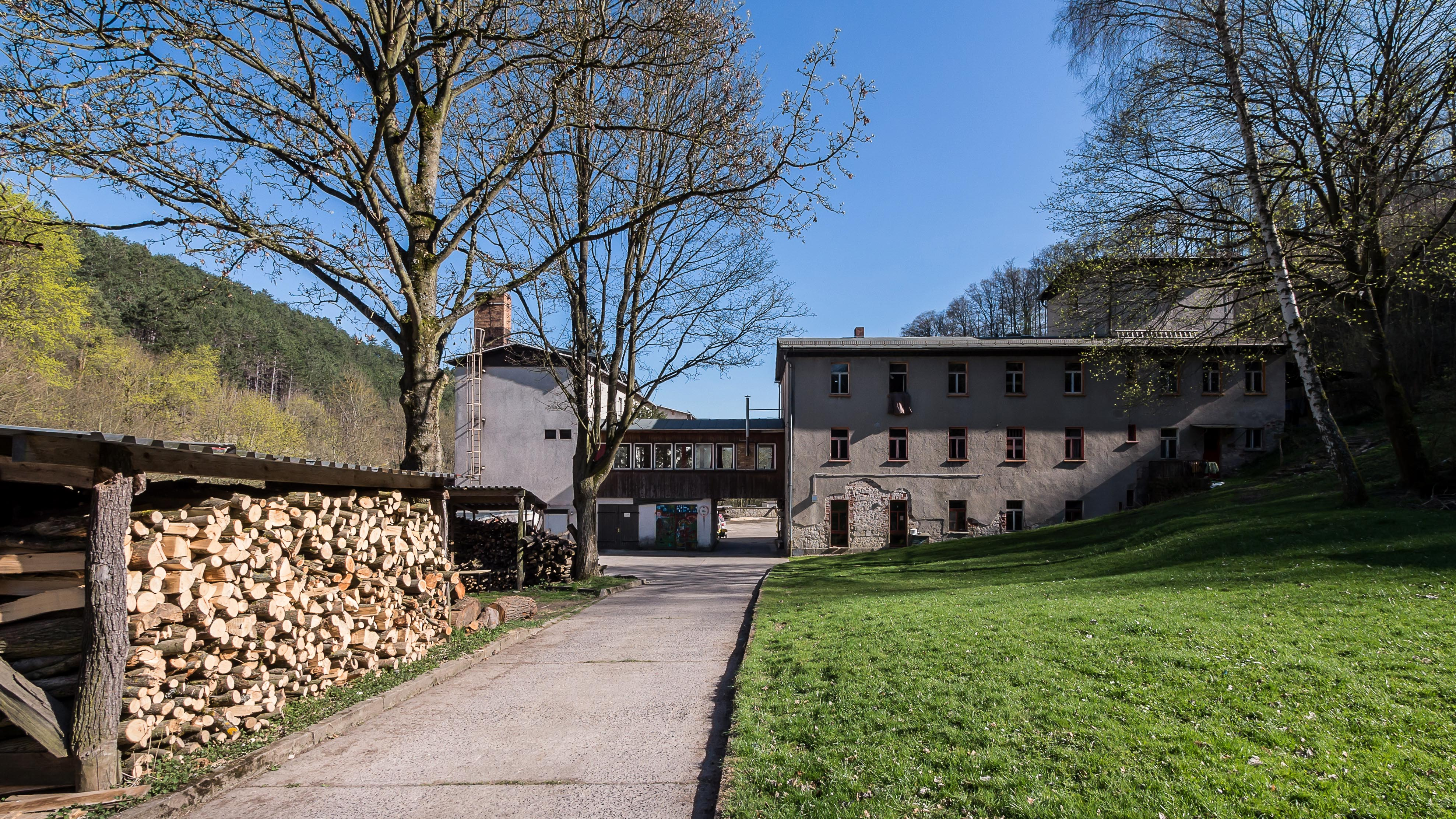
Pfarrkeßlar von Nord

Pfarrkeßlar ist eine Einzelsiedlung, die zu Drößnitz, einem Stadtteil von Blankenhain im Landkreis Weimarer Land in Thüringen gehört.

## Lage
Pfarrkeßlar liegt an der Kreisstraße 308 südlich von Drößnitz und nördlich von Wittersroda.

## Geschichte
Im Urkundenbuch des Klosters Paulinzella wurde diese Einzelansiedlung am 18. Februar 1227 auf Seite 58 genannt. In dieser wird der Ort als Kirche und Mittelpunkt einer Kirchspiels mit den Filialdörfern Lotschen, Wittersroda, Drößnitz und Kesslar genannt. Vermutlich war Pfarrkeßlar ein Klosterhof, dessen Einkünfte dem Mutterkloster zugutekamen.
Das Kirchenschiff der bereits 530 als baufällig beschriebenen Kirche des Ortes wurde 1840 abgerissen; der romanische Kirchturm aus dem 12. bis 14. Jahrhundert ist hingegen bis in die heutige Zeit erhalten geblieben. Das Pfarrhaus des Kirchspiels befand sich noch bis 1907 in Pfarrkeßlar.
1907 erwarb ein Landwirt aus Drößnitz die Siedlung; von dem Verkaufserlös wurde ein neues Pfarrhaus in Drößnitz finanziert. Der Umbau zu einer Sommerfrische scheiterte mit dem Ausbruch des Ersten Weltkrieges. Stattdessen wurde eine Wäscherei und Färberei eingerichtet. Ab 1962 diente Pfarrkeßlar als Kinderferienlager, welches 1970 an den Ingenieurhochbau Berlin verkauft wurde. Dieser baute es zu einem Betriebsferienheim um. Die Treuhandanstalt versuchte ab 1990, die Liegenschaft zu veräußern. 2002 erwarb ein Verein das Objekt und nutzt es als Wohnkommune.